# Florida Suncoast

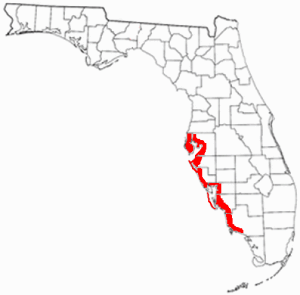
Localisation de la Florida Suncoast.

La Florida Suncoast ou parfois Sun Coast est le nom donné à la zone côtière du centre-ouest et du sud-ouest de la Floride. Elle est limitée par la localité de Tarpon Springs au nord et par la localité de Naples au sud. Elle englobe la baie de Tampa. Le nom de la région remplace l’ancienne appellation de Pirate Coast.
Située à l’est du golfe du Mexique, la région est reconnue pour ses nombreuses plages et pour son climat subtropical. La région a connu une croissance démographique importante à la suite de l’arrivée de nombreux retraités du baby boom.
La zone ne se limite pas qu'aux plages. Le proche arrière-pays est composé de marais, d’estuaires et de marais salants. Les villes de la région sont St. Petersburg, Clearwater, Largo, Tampa, Brandon, Ruskin, Bradenton, Sarasota, Punta Gorda, Englewood, Cape Coral, Fort Myers Beach, Venice, et Naples. Cette région abrite trois plages renommées des États-Unis : Caladesi Beach, Desoto Beach et Siesta Key Beach.
Plus au sud de la région se trouve le parc national des Everglades tandis qu’au nord, la région est constituée de zones isolées, de marais et de mangroves.